# Burg Alzenach
Die Burg Alzenach ist eine abgegangene Niederungsburg unmittelbar nordöstlich des Ortsteils Gündlingen der Gemeinde Breisach am Rhein im Landkreis Breisgau-Hochschwarzwald in Baden-Württemberg.
Die im 12. Jahrhundert erwähnte Burg war im Besitz von Ministerialen der Herzöge von Zähringen und kam 1283 an den Johanniterorden. Die Burg wurde vor 1347 zerstört und das dazugehörige Gut kam an das Frauenkloster Sulzburg. Von der ehemaligen Burganlage ist nichts erhalten, die Burgstelle ist heute von landwirtschaftlichen Nutzflächen überformt, zu erkennen ist sie nur noch im Luftbild.